# ريج وليامز
ريج وليامز (بالإنجليزية: Reg Williams)‏ هو قسيس نيوزلندي، ولد في 1914، وتوفي في 2012.